# Hemigaster
Hemigaster is een geslacht van insecten uit de orde vliesvleugeligen (Hymenoptera) en de familie Ichneumonidae.

## Soorten
- H. bakeri Cushman, 1922
- H. carinifrons Cameron, 1899
- H. fasciata Brulle, 1846
- H. fulva (Tosquinet, 1903)
- H. fulvipes (Cameron, 1899)
- H. insularis Roman, 1913
- H. lutea Brulle, 1846
- H. malayensis Cushman, 1922
- H. mandibularis (Uchida, 1940)
- H. ornatipes (Cameron, 1912)
- H. samarensis (Ceballos, 1923)
- H. taiwana (Sonan, 1932)